# عين الشهداء
عين الشهداء هي بلدة وبلدية تابعة لولاية الجلفة في الجزائر. وفقا لتعداد عام 1998 بلغ عدد سكانها 8,337 نسمة.
تقع بلدية عين شهدة في الحدود الغربية لولاية الجلفة على بعد 110 كلم من مقر الولاية و 75 كلم من مدينة الأغواط. يحدها من الشمال بلدية الإدريسية، ومن الجنوب بلدية سيدي مخلوف، ومن الشرق بلدية الدويس، ومن الغرب بلدية تاجموت. يمارس سكانها تربية المواشي والأبقار والفلاحة. توجد بها زاويتان لتحفيظ القرآن وفرعان بلديان: فرع بوشكيوة وفرع مريرس.